# Zona morta (ecologia)

Les zones mortes són zones d'aigua que no tenen nivells d'oxigen (3) suficients per mantenir la majoria de la vida marina. Les zones mortes són causades per factors que esgoten l'oxigen que inclouen, entre d'altres, la contaminació humana (4). Aquest és un procés anomenat eutrofització, on els nivells d'oxigen disminueixen a mesura que augmenten elements com el nitrogen i el fòsfor. Un riu sa haurà augmentat les quantitats d'oxigen per al consum dels organismes (1). A mesura que augmenta el nitrogen, les algues (5) produeixen grans quantitats d'oxigen, però moren per l'augment del nitrogen. Aleshores, els descomponedors utilitzen tot l'oxigen restant per descompondre les algues, de manera que no quedi ni es produeixi oxigen. (2).

Les zones mortes són zones hipòxiques (poc oxigen) als mars, oceans i grans llacs del món. La hipòxia es produeix quan la concentració d'oxigen dissolt (OD) cau a 2 ml d'O₂/litre o per sota. Quan una massa d'aigua experimenta condicions hipòxiques, la flora i la fauna aquàtiques comencen a canviar de comportament per arribar a seccions d'aigua amb nivells d'oxigen més alts. Quan l'OD disminueix per sota dels 0,5 ml d'O₂/litre en una massa d'aigua, es produeix una mortalitat massiva. Amb una concentració tan baixa d'OD, aquestes masses d'aigua no poden mantenir la vida aquàtica que hi viu. Històricament, molts d'aquests llocs eren naturals. Tanmateix, a la dècada de 1970, els oceanògrafs van començar a notar un augment de casos i extensions de zones mortes. Aquests es produeixen prop de les costes habitades, on la vida aquàtica es concentra més.
El març de 2004, quan el Programa de les Nacions Unides per al Medi Ambient va publicar el seu primer Anuari Global Environment Outlook (GEO Year Book 2003), va informar de 146 zones mortes als oceans del món on la vida marina no es podia mantenir a causa dels nivells d'oxigen esgotats. Alguns d'aquests eren tan petits com un km², però la zona morta més gran cobria 70.000 km². Un estudi de 2008 va comptar 405 zones mortes a tot el món.